# Murle Breer
Murle Breer née MacKenzie et ayant joué un temps sous le noms marital de Lindstrom, née le 20 janvier 1939 à St. Petersburg (États-Unis), est une golfeuse professionnelle américaine.
Elle y est l'une des meilleures golfeuses du circuit dans les années 1950, 1960 et 1970 remportant un tournoi majeur - l'Open américain en 1962. Elle compte au total cinq victoires professionnelles, dont quatre sur le circuit LPGA. 

## Palmarès

### Victoires professionnelles
| N° | Date       | Circuit principal | Tournoi        | Score           | Par  | Marge   | Finaliste                   |
| -- | ---------- | ----------------- | -------------- | --------------- | ---- | ------- | --------------------------- |
|    | 30/06/1962 | LPGA              | Open américain | 78-74-76-73=301 | + 13 | 2 coups | Ruth Jessen Jo Ann Prentice |